# Isandra Mivoatsa
Isandra Mivoatsa is een kleine politieke partij in Madagaskar. Op 23 september 2007 won ze een van de 127 zetels in de verkiezingen van de Assemblée nationale.